# Clint Murchison, Sr.
Clinton Murchison, Sr. (11 de abril de 1895-20 de junio  de 1969) fue un destacado magnate petrolero y operativo político de Texas. También fue el padre del propietario de los Dallas Cowboys, Clint Murchison, Jr.

## Personal
Murchison se había casado dos veces -en primer lugar a Anne Morris (1898, 1926). Tuvieron tres hijos: John Dabney (b. 9-21-1921, d. 6-14-1979), Clint Williams, Jr (b. 9-12-1923, d. 3-30-1987), y Burk Yarbrough (b. 1-25-1925, d.1936). Murchison se volvió a casar en 1943 con Virginia Long -no tuvieron hijos.

## Perfil de negocios
Murchison tuvo numerosas empresas que incluyeron no sólo el petróleo, sino que también la construcción y bienes raíces, además de una estación de radio pirata (Radio Nord) frente a las costas de Suecia y otras empresas.
Murchison también estuvo estrechamente vinculado al crimen organizado. En 1955 un comité del Senado de los Estados Unidos descubrió que el 20 por ciento de la Murchison Oil Company Lease era propiedad de Vito Genovese y su familia mafiosa. El comité también descubrió que Murchison tenía vínculos financieros estrechos con el Capo de la Mafia de Nueva Orleans, Carlos Marcello.

"Murchison era dueño de un pedazo de Hoover. Las personas ricas siempre tratan de poner su dinero con el sheriff, porque están buscando protección. Hoover era la personificación de la ley y el orden y estaba oficialmente contra los bandidos y por eso era un plus para un hombre rico para ser identificados con él. Es por eso que hombres como Murchison pagaron para que todos supieran que Hoover era su amigo. Puede hacer un montón de cosas ilegales si el jefe de la ley es su amigo. "
Bobby Baker

## Participación política
A fines de 1940, Murchison y otro magnate del petróleo de Texas, Sid Richardson, se reunieron con el jefe del FBI J. Edgar Hoover. Fue el comienzo de una larga amistad. En 1952 los dos trabajaron juntos para organizar una campaña de desprestigio contra el candidato presidencial Demócrata Adlai Stevenson. Hoover y su amigo íntimo y convivienteClyde Tolson, también invirtieron fuertemente en el negocio petrolero de Murchison  
Murchison fue un ferviente defensor de los derechos de los Estados, y de acuerdo con Anthony Summers, financiaba periódicos antisemitas y fue una fuente primaria de dinero para el Partido Nazi de América y su líder, Lincoln Rockwell, quien consideraba Hoover como "nuestro tipo de gente".

## 21 de noviembre de 1963
Murchison era amigo con Madeleine Duncan Brown, una agente de publicidad que más tarde afirmaría (por cadena nacional de TV) que han tenido una larga historia de amor (y engendrado a un hijo), con Lyndon B. Johnson.
En una aparición en el programa de televisión Current Affair A, Brown afirmó que el 21 de noviembre de 1963, fue una reunión en la casa de Murchison en Dallas que ella describió como "uno de los más importantes encuentros en la historia de Estados Unidos".
Otros en la reunión incluían como invitado de honor a J. Edgar Hoover, al subdirector del FBI Clyde Tolson >, el magnate del petróleo Haroldson Hunt, John J. McCloy, Richard Nixon, George Brown, Robert L. Thornton, y otros de la Grupo Suite 8F una agrupación de empresarios de extrema derecha de Estados Unidos; al final la tarde también llegó Johnson. Según Brown:

La tensión llenó la sala a su llegada. El grupo inmediatamente se reunió a puertas cerradas. Poco tiempo después Lyndon, ansioso y rubicundo, reapareció. Yo sabía cómo Lyndon operaba en secreto. Por lo tanto no dije nada ... ni siquiera que yo estaba feliz de verlo. Apretando mi mano tan fuerte, a su juicio, aplastada por la presión, habló con un susurro callado, mascullando, en mi oído, no un mensaje de amor, pero uno que siempre recordare: "Después de mañana los malditos Kennedy nunca me avergonzarán de nuevo -no es una amenaza- es una promesa. (En inglés "After tomorrow those goddamn Kennedys will never embarrass me again -that's no threat- that's a promise).
Madeleine Brown 